# Secrétaire d'État au Travail et aux Retraites du cabinet fantôme
Le secrétaire d'État au Travail et aux Retraites du cabinet fantôme est le membre du cabinet fantôme du Royaume-Uni qui et chargé de la politique de l'opposition sur le travail et les pensions. 
L'actuel secrétaire de l'ombre est le membre du Parlement Mel Stride.

## Secrétaire de l'ombre
| Secrétaires d'État pour la sécurité sociale   | Secrétaires d'État pour la sécurité sociale | Secrétaires d'État pour la sécurité sociale | Secrétaires d'État pour la sécurité sociale | Secrétaires d'État pour la sécurité sociale | Secrétaires d'État pour la sécurité sociale | Secrétaires d'État pour la sécurité sociale |
| Nom                                           | Nom                                         | Nom                                         | Début de mandat                             | Fin de mandat                               | Parti politique                             | Cabinet fantôme                             |
| --------------------------------------------- | ------------------------------------------- | ------------------------------------------- | ------------------------------------------- | ------------------------------------------- | ------------------------------------------- | ------------------------------------------- |
|                                               | Michael Meacher                             |                                             | 2 novembre 1989                             | 18 juillet 1992                             | Travailliste                                | Neil Kinnock                                |
|                                               | Donald Dewar                                |                                             | 18 juillet 1992                             | 19 octobre 1995                             | Travailliste                                | John Smith                                  |
|                                               | Donald Dewar                                | Tony Blair                                  | 18 juillet 1992                             | 19 octobre 1995                             | Travailliste                                |                                             |
|                                               | Chris Smith                                 |                                             | 19 octobre 1995                             | 1er juillet 1996                            | Travailliste                                |                                             |
|                                               | Harriet Harman                              |                                             | 1er juillet 1996                            | 2 mai 1997                                  | Travailliste                                |                                             |
|                                               | Peter Lilley                                |                                             | 2 mai 1997                                  | 19 juin 1997                                | Conservateur                                | John Major                                  |
|                                               | Iain Duncan Smith                           |                                             | 19 juin 1997                                | 15 juin 1999                                | Conservateur                                | William Hague                               |
|                                               | David Willetts                              |                                             | 15 juin 1999                                | 14 septembre 2001                           | Conservateur                                | William Hague                               |
| Secrétaire d'État au Travail et aux Retraites |                                             |                                             |                                             |                                             |                                             |                                             |
|                                               | David Willetts                              |                                             | 14 septembre 2001                           | 6 mai 2005                                  | Conservateur                                | Iain Duncan Smith                           |
|                                               | David Willetts                              | Michael Howard                              | 14 septembre 2001                           | 6 mai 2005                                  | Conservateur                                |                                             |
|                                               | Malcolm Rifkind                             |                                             | 6 mai 2005                                  | 6 décembre 2005                             | Conservateur                                |                                             |
|                                               | Philip Hammond                              |                                             | 6 décembre 2005                             | 2 juillet 2007                              | Conservateur                                | David Cameron                               |
|                                               | Chris Grayling                              |                                             | 2 juillet 2007                              | 19 janvier 2009                             | Conservateur                                | David Cameron                               |
|                                               | Theresa May                                 |                                             | 19 janvier 2009                             | 11 mai 2010                                 | Conservateur                                | David Cameron                               |
|                                               | Yvette Cooper                               |                                             | 11 mai 2010                                 | 8 octobre 2010                              | Travailliste                                | Harriet Harman                              |
|                                               | Douglas Alexander                           |                                             | 8 octobre 2010                              | 20 janvier 2011                             | Travailliste                                | Ed Miliband                                 |
|                                               | Liam Byrne                                  |                                             | 20 janvier 2011                             | 7 octobre 2013                              | Travailliste                                | Ed Miliband                                 |
|                                               | Rachel Reeves                               |                                             | 7 octobre 2013                              | 8 juin 2015                                 | Travailliste                                | Ed Miliband                                 |
| Harriet Harman                                | Rachel Reeves                               |                                             | 7 octobre 2013                              | 8 juin 2015                                 | Travailliste                                |                                             |
|                                               | Stephen Timms Intérim                       |                                             | 8 juin 2015                                 | 13 septembre 2015                           | Travailliste                                |                                             |
|                                               | Owen Smith                                  |                                             | 14 septembre 2015                           | 27 juin 2016                                | Travailliste                                | Jeremy Corbyn                               |
|                                               | Debbie Abrahams                             |                                             | 27 juin 2016                                | 11 mars 2018                                | Travailliste                                | Jeremy Corbyn                               |
|                                               | Margaret Greenwood                          |                                             | 12 mars 2018                                | 6 avril 2020                                | Travailliste                                | Jeremy Corbyn                               |
|                                               | Jonathan Reynolds                           |                                             | 6 avril 2020                                | 29 novembre 2021                            | Travailliste                                | Keir Starmer                                |
|                                               | Jonathan Ashworth                           |                                             | 29 novembre 2021                            | 4 septembre 2023                            | Travailliste                                | Keir Starmer                                |
|                                               | Liz Kendall                                 |                                             | 4 septembre 2023                            | 5 juillet 2024                              | Travailliste                                | Keir Starmer                                |
|                                               | Mel Stride                                  |                                             | 8 juillet 2024                              | en cours                                    | Conservateur                                | Rishi Sunak                                 |